# Onthophagus hiabunicus
Onthophagus hiabunicus là một loài bọ cánh cứng trong họ Bọ hung (Scarabaeidae).